# 桜井ユキ
桜井 ユキ（さくらい ユキ、1987年2月10日 - ）は、日本の女優。
大分県生まれ、福岡県久留米市出身。area、ユマニテを経て、スターダストプロモーション所属。夫は俳優の黒羽麻璃央。

## 来歴
小学3年生の頃から女優を志し、19歳の時に上京するものの1年あまりで福岡の実家に戻り、飲食業や実家の手伝いをして過ごす。その後、10代の頃に声をかけられた芸能事務所「area」のマネージャーから再度誘いを受け、23歳で再び上京して同事務所に所属。2011年春から舞台演出家の石丸さち子が主宰する「俳優私塾POLYPHONIC」の稽古場に毎日通い厳しい指導を受け、本格的に芝居を学ぶ。
2011年、舞台や広告を中心に芸能活動を開始する。2013年から映画へ活動の場を移し『寄生獣』、『新宿スワン』、『ピース オブ ケイク』など、立て続けに映画作品へ出演。2015年の1年間で8作品に出演して存在感を発揮する。2016年1月期のフジテレビ系月9ドラマ『いつかこの恋を思い出してきっと泣いてしまう』に起用され、連続ドラマに初出演。同年、ユマニテへ移籍。
30歳となった2017年、10月21日公開映画『THE LIMIT OF SLEEPING BEAUTY-リミット・オブ・スリーピング ビューティ-』で「映画初主演」を飾った。2019年、連続ドラマ初主演を務めた7月期NHK・よるドラ『だから私は推しました』をはじめ1月期東海テレビ・フジテレビ系オトナの土ドラ『絶対正義』、4月期テレビ朝日系土曜ナイトドラマ『東京独身男子』、10月期TBS系火曜ドラマ『G線上のあなたと私』と全クールのテレビドラマにレギュラー出演。また、『コンフィデンスマンJP -ロマンス編-』『マチネの終わりに』などの映画に出演するなど、活躍の1年となる。2020年6月でユマニテとのマネージメント契約を終了。同年8月1日付でスターダストプロモーション制作3部に所属。同日、Instagramを開設。2022年1月12日、俳優の黒羽麻璃央との結婚を発表。同年上半期連続テレビ小説『ちむどんどん』でNHK朝ドラ初出演。
2023年4月期関西テレビ・フジテレビ系火ドラ★イレブン『ホスト相続しちゃいました』で地上波民放連続ドラマ初主演。

## 人物
- 身長163cm、みずがめ座[18][19]。
- 趣味は読書、一人旅[18]。
- 特技はサクソフォーンとピアノの演奏[20]、日本舞踊（藤間流）、アクション[7]。
- 結婚のきっかけは初共演した2021年4月期のTBS金曜ドラマ「リコカツ」のParaviオリジナルストーリー「リコハイ!!」[21]。
- 幼少期から「人と話すのが苦手」「人嫌い」で「一人で殻に閉じこもって壁を作るタイプ」だったが、上京後に受けた演技の基礎を学ぶワークショップで感情の開放を行うメソッドで、次第に感情を表に出すことが楽になり「人間としても新たに生まれ変わることが出来た」と語っている[9][22]。
- 2025年、食品衛生責任者の資格を取得した[23]。

## 出演

### 映画
- FASHION STORY -Model-（2012年11月17日、中村さやか監督） - 斎藤祥子 役
- ばななとグローブとジンベイザメ（2013年1月12日、矢城潤一監督） - 横山ゆり 役
- 秘愛（2013年4月20日、野口照夫監督） - 本田喜美子 役
- トーク・トゥ・ザ・デッド（2013年8月3日、鶴田法男監督） - 大島マユ 役
- ラブクラフト・ガール（2013年11月22日、平林克理監督） - 望月あいみ 役
- 捨てがたき人々（2014年6月7日、榊英雄監督） - 松下さやか 役
- 寄生獣（2014年4月25日、山崎貴監督） - OL 役
- リスナー 第1話「Unlucky」（2015年2月28日、川喜田茉莉監督） - ユキコ 役
- ソレダケ / that’s it（2015年5月27日、石井岳龍監督） - 輝夜 役
- 新宿スワン（2015年5月30日、園子温監督） - 美咲 役
- トイレのピエタ（2015年6月6日、松永大司監督） - 飯田珠子 役
- 極道大戦争（2015年6月20日、三池崇史監督） - 看護婦 三岐子 役
- リアル鬼ごっこ（2015年7月11日、園子温監督） - 羽月アキ 役
- ピース オブ ケイク（2015年9月5日、田口トモロヲ監督） - 常連の女 役
- はなちゃんのみそ汁（2016年1月9日、阿久根知昭監督） - 井上先生 役
- フローレンスは眠る（2016年3月5日、小林克人・小林健二監督） - 氷坂恵 役[24]
- 過激派オペラ（2016年10月1日、江本純子監督）
- ひかりをあててしぼる（2016年12月3日、坂牧良太監督）
- THE LIMIT OF SLEEPING BEAUTY-リミット・オブ・スリーピング ビューティ-（2017年10月21日、二宮健監督） - 主演・オリアアキ 役[25]
- 娼年（2018年4月6日、三浦大輔監督） - 白崎恵 役[26]
- 50回目のファーストキス（2018年6月1日、福田雄一監督）
- サクらんぼの恋（2018年10月27日、古厩智之監督） - 恩田リナ 役
- スマホを落としただけなのに（2018年11月2日、中田秀夫監督） - 山本美奈代 役
- 真っ赤な星（2018年12月1日、井樫彩監督） - 主演・弥生 役[注 1]
- コンフィデンスマンJP -ロマンス編-（2019年5月17日、田中亮監督） - ギンコ 役
- 柴公園（2019年6月14日、綾部真弥監督） - ポチママ 役
- アイムクレイジー（2019年8月24日、工藤将亮監督） - 美智子 役
- マチネの終わりに（2019年11月1日、西谷弘監督） - 三谷早苗 役[27]
- さんかく窓の外側は夜（2021年1月22日[注 2]、森ガキ侑大監督） - 半澤冴子 役[30]
- 鳩の撃退法（2021年8月27日、タカハタ秀太監督） - 加賀まりこ 役[31][32]
- 桜のような僕の恋人（2022年3月24日、深川栄洋監督） - 吉野綾乃 役[33]
- この子は邪悪（2022年9月1日、片岡翔監督） - 窪繭子 役[34][35]
- イチケイのカラス（2023年1月13日、田中亮監督） - 浜谷澪 役[36]
- 君は放課後インソムニア（2023年6月23日、池田千尋監督） - 倉敷兎子 役[37][38]
- ゴールデンカムイ（2024年1月19日、東宝） - 家永カノ 役
- #真相をお話しします（2025年4月25日、豊島圭介監督） - 主婦 役[39]
- フロントライン（2025年6月13日、関根光才監督） - 上野舞衣 役[40]

### テレビドラマ
- 悪霊病棟（2013年7月18日 - 9月26日、毎日放送・TBS） - 宮守キヌ 役
- 怪奇大作戦 ミステリー・ファイル  第4話「深淵を覗く者」（2013年10月5日 - 11月16日、NHK BSP） - 三上菜穂子 役
- みんな!エスパーだよ!番外編 〜エスパー、都へ行く〜（2015年4月3日、テレビ東京） - 冴子 役
- 死の臓器（2015年7月12日 - 8月9日、WOWOW 連続ドラマW） - 王小紅 役
- ほんとにあった怖い話（フジテレビ）
  - 夏の特別編2015 「奇々怪々女子寮」（2015年8月29日） - 従業員 中村 役
  - 夏の特別編2018 「姿見」（2018年8月18日） - 萌絵のバイト先の先輩 役
- いつかこの恋を思い出してきっと泣いてしまう（2016年1月18日 - 3月21日、フジテレビ） - 丸山朋子 役
- スニッファー 嗅覚捜査官 第1話（2016年10月22日、NHK総合）
- 感情8号線 第1話 - 第3話・第6話（2017年1月15日・22日・29日・2月19日、フジテレビTWO） - ミク 役
- 櫻子さんの足下には死体が埋まっている 第2話（2017年4月30日、フジテレビ） - 富永真美子 役
- 悦ちゃん〜昭和駄目パパ恋物語〜（2017年7月15日 - 9月16日、NHK総合） - 敏子 役
- 下北沢ダイハード 第1話（2017年7月22日、テレビ東京） - 尾本千夏 役
- 刑事ゆがみ 第5話（2017年10月9日、フジテレビ） - 音島カレン 役
- 赤ひげ 第5回（2017年12月1日、NHK BSP / 2018年9月29日、NHK総合）
- モンテ・クリスト伯 -華麗なる復讐-（2018年4月19日 - 6月14日、フジテレビ） - 江田愛梨 / エデルヴァ 役
- コンフィデンスマンJP 第7話（2018年5月21日、フジテレビ） - 与論弥栄（ギンコ）役
- GIVER 復讐の贈与者 第6話（2018年8月18日、テレビ東京） - 三島真緒 役
- 絶対零度〜未然犯罪潜入捜査〜 最終話（2018年9月10日、フジテレビ） - 相馬由紀子 役
- 大恋愛〜僕を忘れる君と 第4話（2018年11月2日、TBS） - 梓澤レイ 役
- 柴公園（2019年1月10日 - 3月14日、テレビ神奈川ほか） - ポチママ 役
- 絶対正義（2019年2月2日 - 3月24日、東海テレビ・フジテレビ） - 今村和樹 役
- 坂の途中の家（2019年4月27日 - 6月1日、WOWOW） - 坂下朝子 役
- 東京独身男子（2019年4月13日 - 6月8日、テレビ朝日） - ヒロイン・日比野透子 役[注 3]
- だから私は推しました（2019年7月27日 - 9月14日、NHK総合） - 遠藤愛 役[41]
- G線上のあなたと私（2019年10月15日 - 12月17日、TBS） - 久住（庄野）眞於 役[42]
- ケイジとケンジ 所轄と地検の24時 第8話（2020年3月5日、テレビ朝日） - 三崎真由子 役
- アンサング・シンデレラ 病院薬剤師の処方箋（2020年7月16日[43] - 9月24日、フジテレビ） - 刈谷奈緒子 役[44]
- シグナル 長期未解決事件捜査班 スペシャル（2021年3月31日、関西テレビ） - 上杉胡桃 役[45]
- イチケイのカラス（2021年4月5日 - 6月14日、フジテレビ） - 浜谷澪 役[46]
  - イチケイのカラス〜井出伊織、愛の記録〜（2023年1月10日 - 14日、フジテレビ）[47]
  - イチケイのカラス スペシャル（2023年1月14日、フジテレビ）[47]
- 真犯人フラグ（2021年10月10日 - 2022年3月13日、日本テレビ） - 菱田朋子 役[48]
- 悪女（わる）〜働くのがカッコ悪いなんて誰が言った?〜 第8話 - 最終話（2022年6月1日 - 15日、日本テレビ） - 間宮マミコ 役[49]
- 連続テレビ小説（NHK総合）
  - ちむどんどん 第43回 - （2022年6月8日 - ） - 若き日の大城房子 役[16][50]
  - 虎に翼（2024年4月8日 - 9月27日） - 桜川涼子 役[51]
- 親愛なる僕へ殺意をこめて（2022年10月5日 - 11月30日、フジテレビ） - 桃井薫 役[52][53]
- ボーイフレンド降臨!（2022年10月15日 - 12月17日、テレビ朝日） - ヒロイン・茶谷かしこ 役[54][55]
- 満天のゴール（2023年3月25日、NHK BS4K / 9月19日・26日、NHK総合） - 主演・川岸奈緒 役[56][57]
- ホスト相続しちゃいました（2023年4月18日 - 7月4日、関西テレビ・フジテレビ） - 主演・本橋久美子 役[17][58]
- 真夏のシンデレラ（2023年7月10日 - 9月18日、フジテレビ） - 長谷川佳奈 役[59]
- ONE DAY〜聖夜のから騒ぎ〜（2023年10月9日 - 12月18日、フジテレビ） - 竹本梅雨美 役[60]
- ジャンヌの裁き（2024年1月12日 - 3月8日、テレビ東京） - ヒロイン・近藤ふみ 役[61]
- 95（2024年4月8日 - 6月10日、テレビ東京） - 新村萌香 役[62]
- ゴールデンカムイ -北海道刺青囚人争奪編- 第4話・第6話 - 最終話（2024年10月27日・11月10日 - 12月1日、WOWOW） - 家永カノ 役[63][64]
- ライオンの隠れ家（2024年10月11日 - 12月20日、TBS） - 工藤楓 役[65]
- 風のふく島 第3話（2025年1月25日、テレビ東京） - 野村あや 役　※第3話主演[66]
- わが家は楽し（2025年3月13日、TBS） - 濱口遥 役[67]
- しあわせは食べて寝て待て（2025年4月1日 - 5月27日、NHK総合） - 主演・麦巻さとこ 役[68]

### 配信ドラマ
- キス×kiss×キス Last chapter of love（2014年、BeeTV、演出：関和亮)
  - 第3話「急接近のキス」
  - 第6話「独占欲のキス」
  - 第8話「目覚めのキス」
  - 第10話「天空のキス」
  - 第12話「再燃のキス」
- Jimmy〜アホみたいなホンマの話〜（2018年、Netflix） - 美里 役
- 地獄のガールフレンド（2019年10月25日 - 12月27日、FOD） - 出口奈央 役
- アンサング・シンデレラ ANOTHER STORY 〜新人薬剤師 相原くるみ〜（2020年8月27日 - 9月24日、FOD)　- 刈谷奈緒子 役[注 4][69]
- リコハイ!!（2021年4月16日 - 6月18日、Paravi） - 主演・宇治田希恵 役[注 5][70]
- ONE DAY〜聖夜のから騒ぎ〜エピソード0（2023年11月20日、TVer） - 竹本梅雨美 役[71]

### 舞台
- ペール・ギュント（2011年、演出：石丸さち子） - イングリ 役
- セロ弾きのゴーシュ（2011年、演出：石丸さち子） - カッコウ 役
- 女の平和（2011年、演出：江本純子）

### ミュージックビデオ
- スネオヘアー「slow dance」（2012年、演出：須藤カンジ）
- indigo la End
  - 「悲しくなる前に」（2015年、演出：大久保拓朗）
  - 「夏夜のマジック」（2015年、演出：大久保拓朗）
- ソナーポケット「80億分の1」(2021年、演出:三石直和 ko-dai)

### ショート・ムービーなど
- フリーペーパー『SHISEIDO THE GINZA NEWS』ギンザドキドキ vol.003 Let's party（2011年）
- ここまで来た！次世代テレビ スーパーハイビジョン（2013年3月27日、NHK総合）
  - ショート・ムービー『美人の多い料理店』（演出：李闘士男） - 香 役

### 広告
- SUBARU Your story with「プロポーズ」篇（2011年、演出：宮崎光代）
- NEXCO中日本「さぁ！高速で行こう！」中央道篇（2012年、演出：成田洋一）
- KIRIN キリン氷結「新しい氷結」篇（2013年、演出：岩井克之）
- FANCL 洗顔パウダー「洗うだけで化粧水ゴクリ肌。」篇 （2013年、演出：新井博子）
- KADOKAWA Pantovisco著 「乙女に捧げるレクイエム」（2016年）
- リクルート SUUMO (スーモ)「夫婦で家探し」篇（2016年）[72]
- セシール 素肌の声を聞く。「Tシャツみたいなブラ」篇、「前汗キャッチャー」篇（2017年）[73]
- スタージュエリー 2017 HOLIDAY MOVIE「想いは、輝く。」篇（2017年）[74]
- P&G JOY「ふたりでわけあうもの」（2017年）[75]
- マスターカード 人生を選ぼう。pricelessを選ぼう。「世界で最も使えるMastercard in 台湾」篇（2018年）[76]
- 三菱地所 横浜三菱地所周年記念ショートフィルム「4つのお祝い」（2018年、監督：沖田修一）[77]
- ソフトバンク 「恋人がサンタクロース」篇（2019年、監督：大根仁）[78]
- サントリー ジャパニーズジン 翠 (SUI）（2020年） - 角田晃広と共演[79][80]
- Sansan Bill One「解せない」篇（2021年2月 - ）[81]
- 明星食品
  - 中華三昧「うっめぇわ」篇（2021年4月 - ）[82]
  - 麺神「麺神のうた篇」（2021年9月22日 - ）[83]
- 花王 ビオレ「パチパチはたらくメイク落とし」（2021年）[84]
- アラクス オトナノーシンピュア 「今日は無理しない」篇（2021年12月 - ）[85]
- TDCソフト「本質を考えろ」篇（2025年2月 - ）[86]

## 書籍
- 桜井ユキ ファースト写真集『Lis blanc（リス・ブロン）』著者：桜井ユキ/撮影: ND CHOW（2021年12月22日、SDP）ISBN 978-4910528069

## 受賞歴
- 第46回放送文化基金賞 番組部門 演技賞（『だから私は推しました』）[87][88]